# 格特鲁德·埃德尔
格特鲁德·埃德尔（英語：Gertrude Ederle，1905年10月23日—2003年11月30日），美国女子游泳运动员。她曾代表美国参加1924年夏季奥林匹克运动会游泳比赛，获得一枚金牌和二枚铜牌。埃德尔在1926年8月6日游泳横渡英吉利海峡，是首位游过英吉利海峡的女子。她横渡海峡用时14小时39分钟，比此前由男子创造的纪录还要快两小时。埃德尔有“波涛女王”（Queen of the Waves）的称号。
埃德尔少时罹患麻疹，麻疹痊愈后留下听力障碍的后遗症，此后她的听障发展至近乎全聋。她在退役后为听障儿童教授游泳课程。
曾客串1927年電影《綠波出浴》，傳記並被迪士尼於2024年改編為電影《泳者之心》。

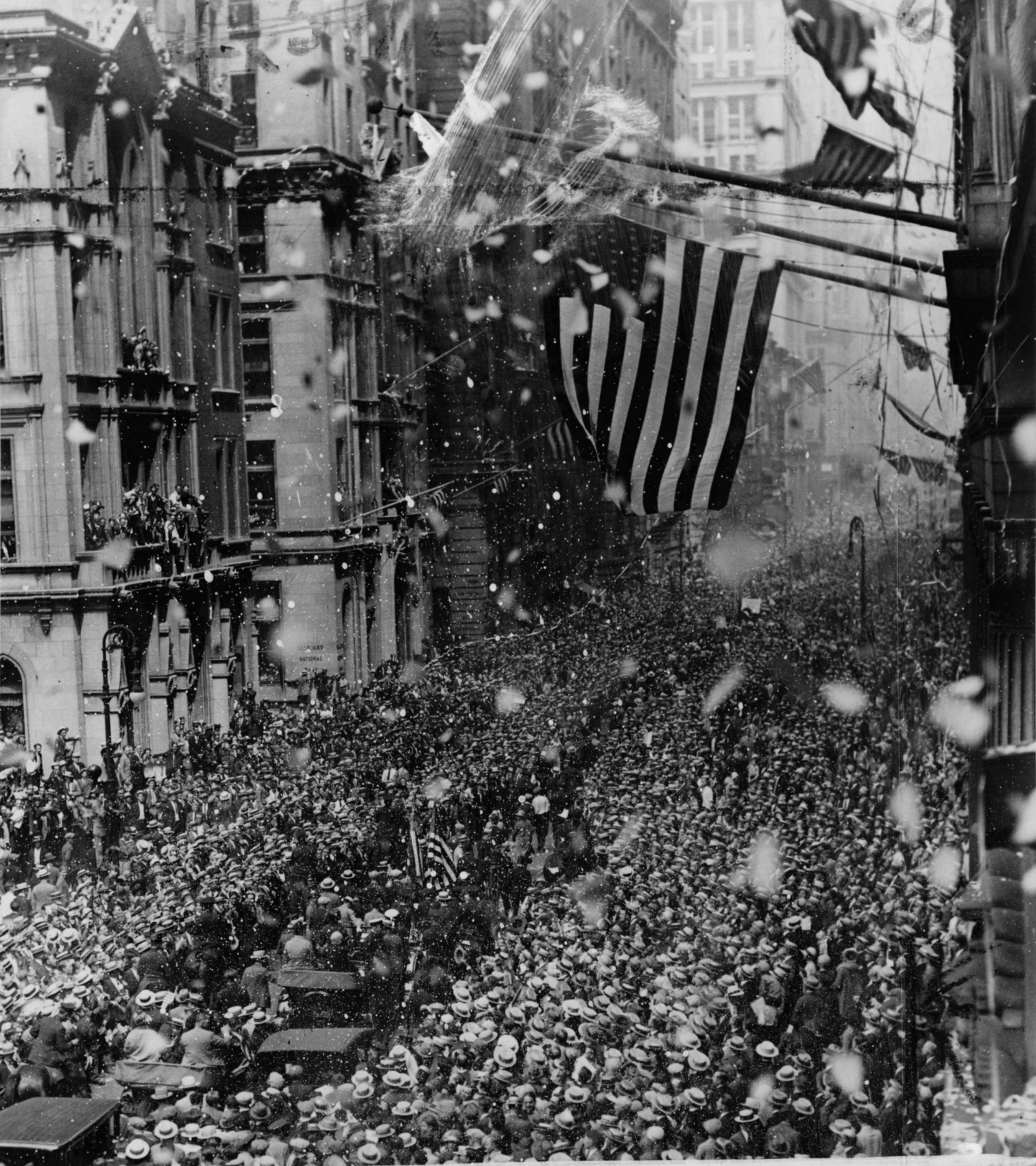
1926年，人们在纽约百老匯大道的英雄峡谷（Canyon of Heroes）为迎接甫回国的格特鲁德·埃德尔举行盛大游行